# شاتو كا

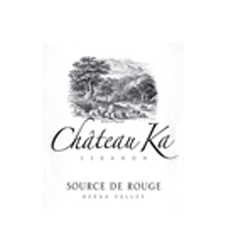
شعار شاتو كا المطبوع على قوارير النبيذ المنتجة في قساطلي

قساطلي شتورة، هي شركة لصناعة مشروبات الطاقة، والمشروبات الغازية الغير كحولية، والمشروبات الروحية والنبيذ، بالإضافة إلى المربيات وعصائر الفاكهة والشراب على أنواعه.

## التأسيس
تأسست في شتورة من قبل أكرم قساطلي في العام 1974، وركّزت في بداياتها على المشروبات الكحولية والغازية.

## صناعة النبيذ
لقد كان طموح الشركة الأصلي، منذ التأسيس إنتاج النبيذ عالي الجودة، إذ إن مؤسس الشركة هذه هو من خريجي علم إنتاج الخمور من جامعة بورغوندي في ديجون، فرنسا. وقد ورث هذه الحرفة من والده نيكولا قساطلي الذي كان قد أسس عملا خاصا به لإنتاج النبيذ في عام 1919.
في ديسمبر كانون الأول عام 2005، بدأت الشركة بإنتاج النبيذ تحت اسم (Château Ka)

## وصلات خارجية
الموقع الرسمي